# クランベリー型形態素
形態論におけるクランベリー形態素（くらんべりーけいたいそ、英語: cranberry morpheme。fossilized termとも）とは、独立した意味や文法的機能を持たず、単語の区別のみに使われる拘束形態素の一種である。

## 語源
クランベリー形態素の典型的な例は、クランベリー(cranberry)のcranである。このcranは、ニシンの重さを意味する同音異義語とは関係なく、鶴が基となっている。似たケースに、桑を意味するmulberryのmulがある。これはラテン語でクワの木を意味するmorusから来ているが、他の語には含まれない形態素である。
音声学的には、ラズベリー(raspberry)の接頭辞raspもクランベリー形態素の1つである。比べて、ブラックベリー(blackberry)や、個人の名前を由来とするローガンベリー(loganberry)やボイセンベリー(boysenberry)は、明確に2つの自由形態素から成っている。

## 例
英語におけるクランベリー形態素には以下のようなものがある。
- ラテン語で「贈る」を意味する単語mittereに由来するpermit、commit、transmit、remit、submit等のmit
- ラテン語で「つかむ」を意味する単語capereに由来するreceive、perceive、conceive等のceive
- twilightのtwi
- yesterday, yesternight, yesteryearのyester-

## 発現
クランベリー形態素が発生する理由はいくつかある。
- 方言が標準語となる時。例えば「馬鹿話」という意味の単語blatherskiteのskiteは、スコットランド語で「戯言を言う人」を意味する。
- 時代遅れとなった単語が、形態素として残っている時。
- 借用語。原語では同根語が存在しても、その他の原語では見られない場合など。